# Драган Богавац
Драган Богавац (Бијело Поље, 7. април 1980) је бивши црногорски фудбалер. Играо је на позицији нападача. Данас је српски православни верник.

## Клупска каријера
Поникао је у ФК Брсково из Мојковца, након чега је играо у пљеваљском Рудару.
Са Црвеном звездом је потписао уговор у зимском прелазном року сезоне 2001/02. Дебитовао је у пролећном делу шампионата 2002. године, када је ушао са клупе у победи против ОФК Београда од 3:0. Одиграо је 12 мечева и пет пута се уписао у стрелце у тој полусезони. У стрелце се уписао у тријумфу црвено-белих од 3:0 у 118. вечитом дербију, када је у 79. минуту затресао мрежу Радована Радаковића и повисио резултат на 2:0. И поред слабог учинка екипе у шампионату те сезоне, освојен је Куп победом против Сартида у финалу од 1:0.
У сезони 2002/03. је често почињао мечеве на клупи за резерве, а у финишу шампионата је поново био стартер. Забележио је 28 одиграних сусрета уз четири поготка. Пружио је запажену партију на 120. вечитом дербију, када је најпре асистирао Бранку Бошковићу за први гол, а потом је у 52. минуту савладао Радишу Илића и поставио коначних 2:0. Богавац се у наредне две сезоне у Звезди није наиграо. У освајању дупле круне 2003/04. забележио је 16 утакмица у свим такмичењима уз један погодак, а у шампионату 2004/05 уписао је 15 наступа.
Од сезоне 2005/06. је заиграо немачког друголигаша Вакер Бургхаузен. Провео је пет година у Немачкој, а поред Бургхаузена је наступао још за Кобленц, Падерборн и Мајнц. Са свим клубовима је наступао у Другој лиги, с тим што је са Мајнцом изборио пласман у Бундеслигу, али је у овом рангу забележио само један наступ током сезоне 2009/10. Током 2011. је наступао за казахстанску Астану (тада под именом Локомотива), са којом је освојио Суперкуп ове земље.
У јулу 2012. се вратио у српски фудбал и потписао за ОФК Београд. У дресу ОФК Београда је одиграо девет утакмица, и постигао три гола, током јесењег дела такмичарске 2012/13. у Суперлиги Србије. Током зимских припрема је доживео тешку повреду, због које је пропустио пролећни део сезоне. Вратио се на терен у сезони 2013/14, наступио на још пет суперлигашких утакмица, али је на последњој од тих пет, против Рада, обновио повреду Ахилове тетиве, након чега је завршио играчку каријеру.

## Репрезентација
За сениорску репрезентацију СР Југославије је одиграо један меч. Свој једини наступ је забележио 17. априла 2002. на стадиону у Смедереву, када је у пријатељској утакмици савладана Литванија (4:1). Богавац је на овој утакмици на терен ушао у 58. минуту уместо Михајла Пјановића.
Након одвајања Црне Горе из државне заједнице , наступао је за репрезентацију репрезентације Црне Горе. Дебитовао је 12. септембра 2007. у Подгорици на пријатељској утакмици са репрезентацијом Шведске (1:2). Укупно је за национални тим Црне Горе одиграо седам утакмица, од чега су шест биле пријатељске, а једини такмичарски меч је одиграо 6. септембра 2008. против Бугарске у квалификацијама за Светско првенство 2010. у Јужној Африци.

## Трофеји

### Црвена звезда
- Првенство СЦГ (1) : 2003/04.
- Куп СРЈ / Куп СЦГ (1) : 2001/02, 2003/04.

### Астана
- Суперкуп Казахстана (1) : 2011.